# André Wendt

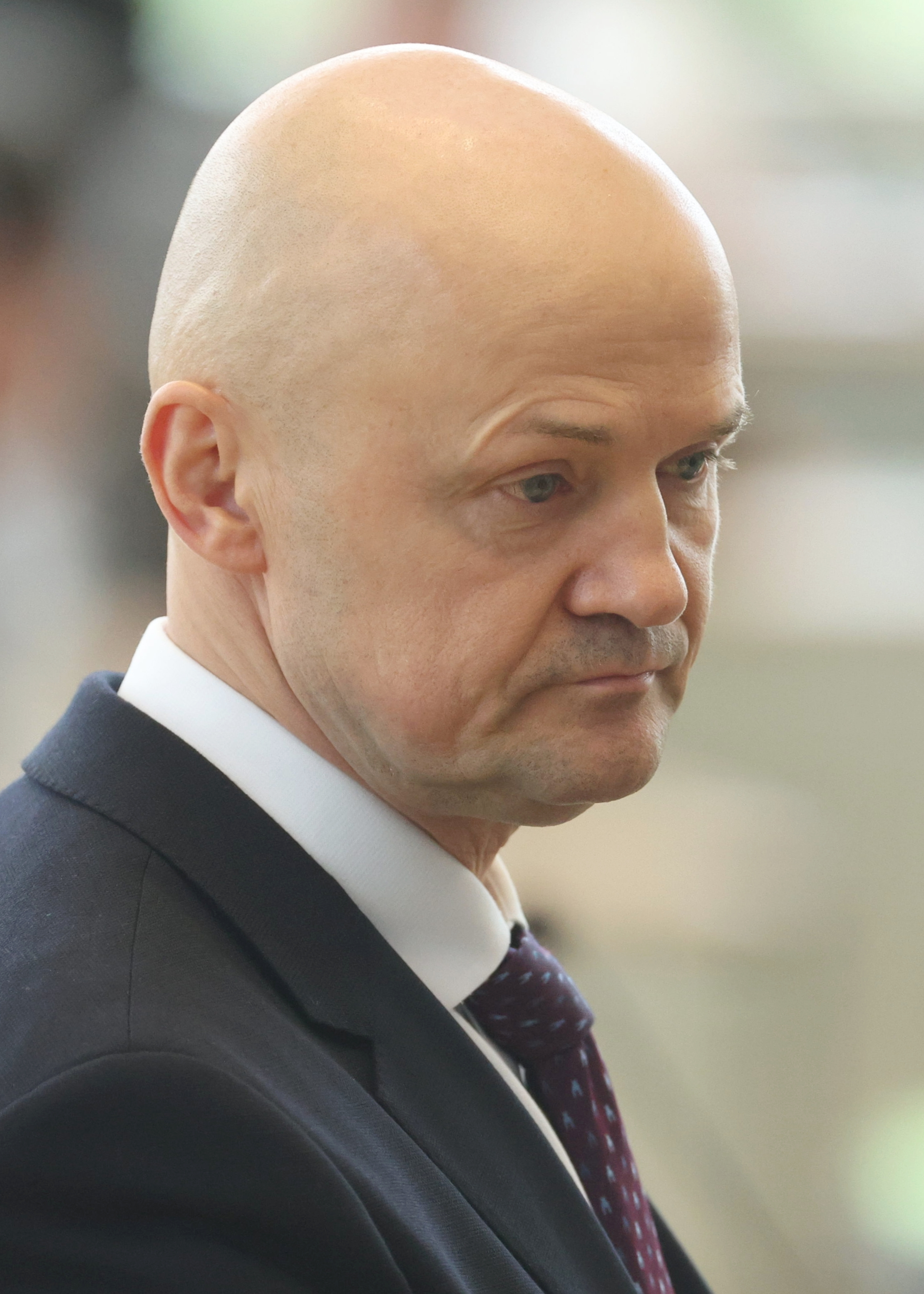
André Wendt (2024)

André Wendt (* 28. September 1971 in Großenhain) ist ein deutscher Berufssoldat, Systemadministrator und Politiker (AfD). Seit 2014 ist er sächsischer Landtagsabgeordneter. Seit 1. Oktober 2019 ist Wendt 2. Vizepräsident des Sächsischen Landtags.

## Leben
Wendt besuchte bis 1988 eine Polytechnische Oberschule und erlangte dort den Realschulabschluss. 1993 trat er in die Bundeswehr ein und durchlief dort eine Ausbildung zum Systemadministrator. 1999 wurde er als Berufssoldat übernommen; das Dienstverhältnis ist aktuell ruhend. Er nahm an Auslandseinsätzen der Bundeswehr in Bosnien-Herzegowina, im Kosovo und in Afghanistan teil. Weiterhin ist Wendt Mitglied im Bundeswehrverband.
Wendt ist konfessionslos und geschieden; er lebt in Dresden.

## Politik
Wendt ist seit 2013 Mitglied der Alternative für Deutschland (AfD) und sitzt im Vorstand des AfD-Kreisverbandes Dresden. Außerdem war er von 2014 bis 2019 Mitglied des Stadtbezirksrates (bis 2018: Ortsbeirat) Blasewitz (Dresden).
Bei der Landtagswahl in Sachsen 2014 zog Wendt über die Landesliste seiner Partei (Platz 12) in den sächsischen Landtag in Dresden ein. Er war Vorsitzender im Ausschuss für Soziales und Verbraucherschutz, Gleichstellung und Integration sowie Mitglied im Verfassungs- und Rechtsausschuss und in der Enquete-Kommission Sicherstellung der Versorgung und Weiterentwicklung der Qualität in der Pflege älterer Menschen im Freistaat Sachsen.
Zur Landtagswahl in Sachsen 2019 trat Wendt für seine Partei auf Listenplatz 4 an und wurde in den Landtag gewählt. Bei der konstituierenden Sitzung wurde er im dritten Wahlgang zum 2. Vizepräsidenten gewählt.
Bei der Landtagswahl in Sachsen 2024 erreichte er im Wahlkreis Dresden 4 mit 34,2 % den zweiten Platz und zog über die Landesliste in den Landtag ein. Er wurde im Oktober 2024 im ersten Wahlgang mit 84 von 119 möglichen Stimmen erneut zum 2. Vizepräsidenten gewählt.

## Politische Standpunkte
Wendt tritt für die Abschaffung der doppelten Staatsbürgerschaft, ständige Grenzkontrollen und die sofortige Abschaffung der Rundfunkbeiträge ein.
Überregionale Aufmerksamkeit erhielt Wendt, als er im Dezember 2016 bei der Einbringung von Änderungsanträgen zum Haushalt durcheinander kam und sich vom Rednerpult aus mit dem Landtagspräsidenten stritt. Im Februar 2017 stellte Wendt im Sächsischen Landtag eine Kleine Anfrage über die zu erwartenden Kosten für unbegleitete minderjährige Flüchtlinge, darunter zur „Hilfe bei Sterilisation“, die sich auf durch Krankheit erforderliche Sterilisationen bezog. Die Anfrage rief bundesweit Empörung hervor sowie Kritik an der als bewussten Provokation bewerteten Frage. Der thematisierte Sachverhalt habe mit der Wirklichkeit nichts zu tun und die Sterilisation Minderjähriger sei in Deutschland verboten, so sächsische Politiker anderer Parteien. 2018 wurde er aus anderen Parteien scharf kritisiert, da er bei einer Rede zum Zuwanderungs- und Integrationskonzept offen Hass gegen Migranten schürte: Er beschwor die Gefahr einer rechtswidrigen Flutung Europas mit Millionen Menschen, die er mehrheitlich als Analphabeten, Kriminelle, Messerstecher, Islamisten oder Antisemiten diffamierte. Die Kritiker stellten seine Position als Ausschussvorsitzenden in Frage.
Ende des Jahres 2017 befürwortete Wendt jedes von der CDU/SPD-Regierung vorgeschlagene Mittel, um den Personalmangel an den sächsischen Schulen zu bekämpfen, einschließlich Gehaltserhöhungen und Verbeamtung. Außerdem forderte er Anfang 2018, dass die Staatsregierung „endlich ihren Einfluss auf die Pflegekassen und Tarifpartner nutzen und höhere Gehälter durchsetzen“ solle, um den Pflegenotstand zu bekämpfen. Als sozialpolitischer Sprecher setzt Wendt sich außerdem für die Umsetzung der von seiner Partei geforderten Landarztquote in Sachsen ein.
Bezüglich eines Urteils des Europäischen Gerichtshofes, das psychologische Tests der sexuellen Orientierung bei Asylbewerbern untersagt, äußerte Wendt, dass nun massenweise angebliche Homosexuelle Asyl zugesprochen bekämen und in die Sozialsysteme aufgenommen würden. Laut Queer.de-Chefredakteur Norbert Blech greife er damit das Asylrecht für verfolgte Homosexuelle als solches an. In Deutschland kamen die untersagten Tests schon vor dem Urteil nicht zur Anwendung, stattdessen kann die Glaubhaftigkeit der  Ansprüche durch geschultes Personal überprüft werden.
Am 7. Oktober 2019 nahm Wendt als gewählter Vizepräsident des Sächsischen Landtags gemeinsam mit dem AfD-Landesvorsitzenden Jörg Urban an einer Pegida-Demonstration in Dresden teil, bei welcher durch den Pegida-Vorsitzenden Lutz Bachmann sowie durch Demonstrationsteilnehmer zum Mord an politischen Gegnern aufgerufen wurde. Die AfD hatte einen Unvereinbarkeitsbeschluss mit Pegida. Wendt distanzierte sich von den Entgleisungen.

## Ehrungen und Auszeichnungen
- Ehrenkreuz der Bundeswehr[1]